# 三阳开泰

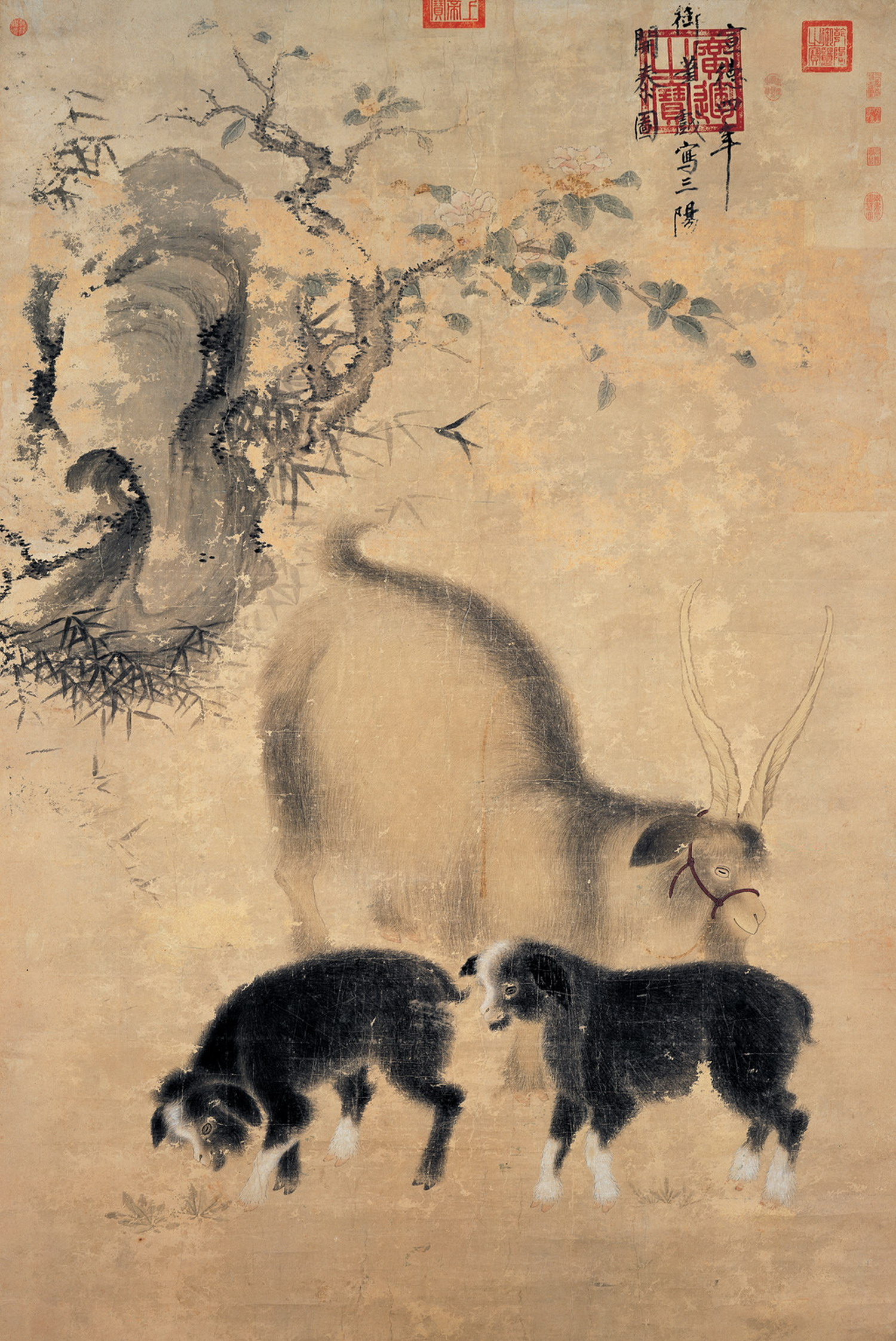
三阳开泰的畫轴（明朝、朱瞻基）

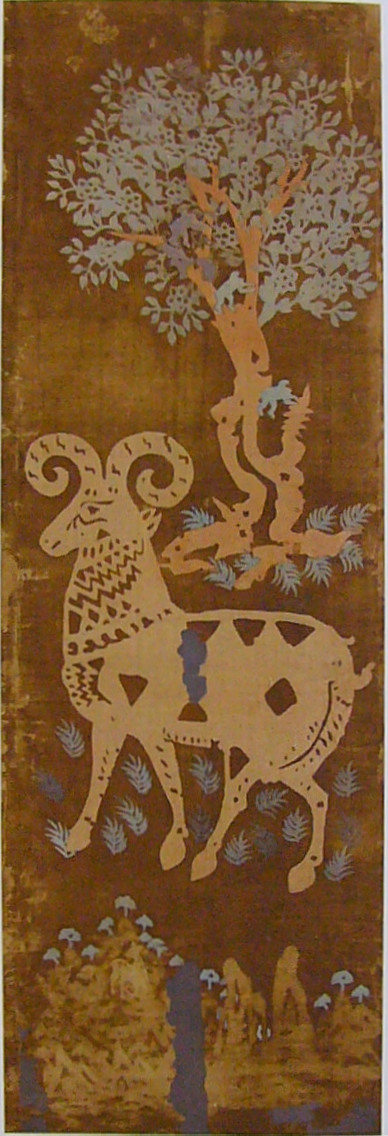
三羊開泰紋樣的織布（唐朝、日本正倉院所藏）

三阳开泰，亦作三阳交泰，本为易学用的吉祥話，後衍生为中國獨有的一類传统紋樣。

## 特徵
依《易》十二消息卦之说，十月为坤卦，纯阴之象；十一月为复卦，一阳生于下；十二月为临卦，二阳生于下；正月为泰卦，三阳生于下，象征冬去春来，阴消阳长，万事吉祥。因此，“三阳开泰”被用来称颂岁首或用作吉祥之辞。《宋史·乐志》中便有“三阳交泰，日新惟良”的说法。明清之际，民间传说中把“三阳”附会成青阳、红阳和白阳，分别代表过去、现在和将来。
民间美术，尤其是图案纹样中，以“羊”“阳”谐音，且“羊” 与 “祥”谐音，常用三只羊的形象作为吉利的象征。如《西游记》第九一回中便有“设此三羊，以应开泰之言，唤做‘三阳开泰’，破解你师之否塞也。”的说法。此外，三阳开泰图案，也常常是由三只山羊和一个太阳组合的。